# Công ty Đường sắt Quốc gia Bỉ
Công ty Đường sắt Quốc gia Bỉ (tiếng Hà Lan: Nationale Maatschappij der Belgische Spoorwegen, hoặc NMBS; tiếng Pháp: Société nationale des chemins de fer belges; SNCB)  là công ty đường sắt quốc gia của Bỉ. Công ty chính thức tạo kiểu bằng cách sử dụng chữ viết tắt tiếng Hà Lan và tiếng Pháp NMBS / SNCB.  Logo công ty được thiết kế vào năm 1936 bởi Henry van de Velde bao gồm chữ  B trung lập về mặt ngôn ngữ trong một hình bầu dục nằm ngang.